# Anatolij Aksakow
Anatolij Aksakow (ros. Анатолий Геннадьевич Аксаков; ur. 28 listopada 1957) – rosyjski polityk, deputowany do Dumy Państwowej Federacji Rosyjskiej VII kadencji, przewodniczący Komitetu do spraw Rynku Finansowego Dumy, reprezentujący ugrupowanie Sprawiedliwa Rosja.

## Wykształcenie
Docent, kandydat nauk ekonomicznych
- Moskiewski Uniwersytet Państwowy im. M.W. Łomonosowa 1983;
- Akademia Dyplomatyczna Ministerstwa Spraw Zagranicznych Rosji 2005[1].